# Heriaeus concavus
Heriaeus concavus es una especie de araña cangrejo del género Heriaeus, familia Thomisidae. Fue descrita científicamente por Tang & Li en 2010.

## Distribución
Esta especie se encuentra en China.